# Nemoria zygotaria
Nemoria zygotaria är en fjärilsart som beskrevs av George Duryea Hulst 1886. Nemoria zygotaria ingår i släktet Nemoria och familjen mätare. Inga underarter finns listade i Catalogue of Life.